# Hilarius von Poitiers

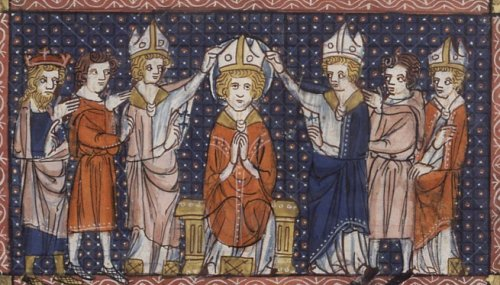
Die Weihe des Hilarius von Poitiers, Handschrift des 14. Jahrhunderts

Hilarius von Poitiers (französisch Saint-Hilaire, „Heiliger Hilarius“; * um 315 in Poitiers; † 367 ebenda) war ein französischer Geistlicher. Er war Bischof und Kirchenlehrer und während des Arianischen Streits ein herausragender Vertreter der Trinitarier in der Westlichen Kirche.

## Leben
Über das Leben des Hilarius ist, abgesehen von den zehn letzten Jahren, kaum etwas bekannt. Die Hilarius-Legende des Venantius Fortunatus (Vita sancti Hilarii) ist ohne historischen Wert. Der Geburtsort Poitiers hatte als Militärstützpunkt Bedeutung; da Hilarius rhetorische und philosophisch-literarische Bildung besaß, ist eine Herkunft aus der städtischen Oberschicht anzunehmen. Als Erwachsener empfing er die Taufe. Möglicherweise war er verheiratet und hatte eine Tochter namens Abra. Er war der erste Bischof von Poitiers, der namentlich bekannt ist. In dieser Eigenschaft taufte er 351 Martin von Tours.
Schon bald musste er im Arianischen Streit Stellung nehmen. In einem Brief an Kaiser Constantius II. ermahnte er diesen, von seiner Politik des Zwangs Abstand zu nehmen, die er in den Konzilien von Arles und Mailand gezeigt hatte. Im Konzil von Beziers gehörte Hilarius zu den wenigen, die sich weigerten, Athanasius  zu verurteilen, worauf er von Kaiser Constantius 356 nach Phrygien verbannt wurde, wie es bereits anderen nizäischen Bischöfen des Westens gegangen war, die Constantius auf einem Konzil widersprochen hatten.
In Phrygien hatte Hilarius Gelegenheit, die Kirchenväter und die Lehren des Ostens aus der Nähe zu studieren. Auch verfasste er dort zwei lateinische Abhandlungen über die Trinität (De Synodis und De Trinitate), um den Bischöfen des Westens verständlich zu machen, worum es in diesem Streit ging. Die vom Kaiser unterstützten arianischen Bischöfe von Phrygien erachteten die Lehr- und Schreibtätigkeit des Hilarius unter ihren Augen als Ärgernis.
Die „Semi-Arianer“, die sahen, wie furchtlos er den Arianismus kritisierte, dachten, dass er ihnen in ihrer Sache helfen könne, und luden ihn 359 zur Doppelsynode von Seleukia-Rimini ein. Hilarius kritisierte dort jedoch ihre Sichtweise scharf, woraufhin sie ihn noch vor Ende des Konzils entließen.
Als er dann als Reaktion auf das Konzil von Konstantinopel von 360 einen weiteren Brief an Constantius schrieb, in dem er offerierte, seinen Glauben öffentlich vor ihm und einem Konzil zu verteidigen, kam dieser zum Schluss, dass dieser „Säer von Uneinigkeit und Unruhestifter des Ostens“ in Gallien vermutlich weniger Unheil anrichten würde als im Osten, und beendete sein Exil. Niemand befahl jedoch Hilarius auf dem schnellsten Weg heimzukehren, also reiste er in aller Ruhe durch Illyrien und Italien und predigte auf dem Weg überall gegen den Arianismus.
Bei seiner Rückkehr wurde er als Held des nizänischen Glaubens empfangen. Ein Konzil in Paris 361 unter seiner Leitung exkommunizierte Saturninus von Arles, der im Auftrag des Kaisers die Konzile von Arles und Beziers geleitet hatte.

## Bedeutung
Hilarius spielte eine wesentliche Rolle in der Vermittlung von östlicher Theologie in die lateinische Welt, und auch umgekehrt. Ähnlich wie Ambrosius von Mailand beherrschte er sowohl Griechisch wie auch Latein. Er ist einer jener lateinischen Kirchenväter, die auch in der Orthodoxen Kirche bis heute sehr geschätzt werden.
Neben Theologie hatte er im Osten noch etwas weiteres kennengelernt: christliche Hymnen. Im Westen waren bisher nur Psalmen und Bibeltexte vertont worden. Hilarius war vermutlich der erste, der lateinische Kirchenlieder schrieb und schrieb das vermutlich erste Weihnachtslied: „Jesus refulsit omnium“.
Er war ein polemischer Kritiker des Judentums seiner Zeit, welchem er vorwarf, den wahren Messias, also Jesus Christus, zu verleugnen und er sprach davon, dass die Juden „bevor sie das Gesetz erhielten, vom Teufel besessen waren“.
Fridolin von Säckingen, der zunächst in Poitiers in Gallien tätig war, erhob die Gebeine des später heiliggesprochenen Hilarius von Poitiers, der einem Kind, das ohne Taufe gestorben war, das Leben wiedergegeben haben soll, und erbaute eine Kirche.

## Schriften
- Kommentar zum Matthäusevangelium. Vermutlich das älteste Werk und das einzige, bei dem nichts darauf hinweist, dass es von einem Bischof verfasst wurde; somit vermutlich vor Hilarius’ Bischofsweihe geschrieben.
- De Synodis (Über die Konzilien)
- De Trinitate (Über die Trinität)
- Tractatus super Psalmos (Traktat über die Psalmen)

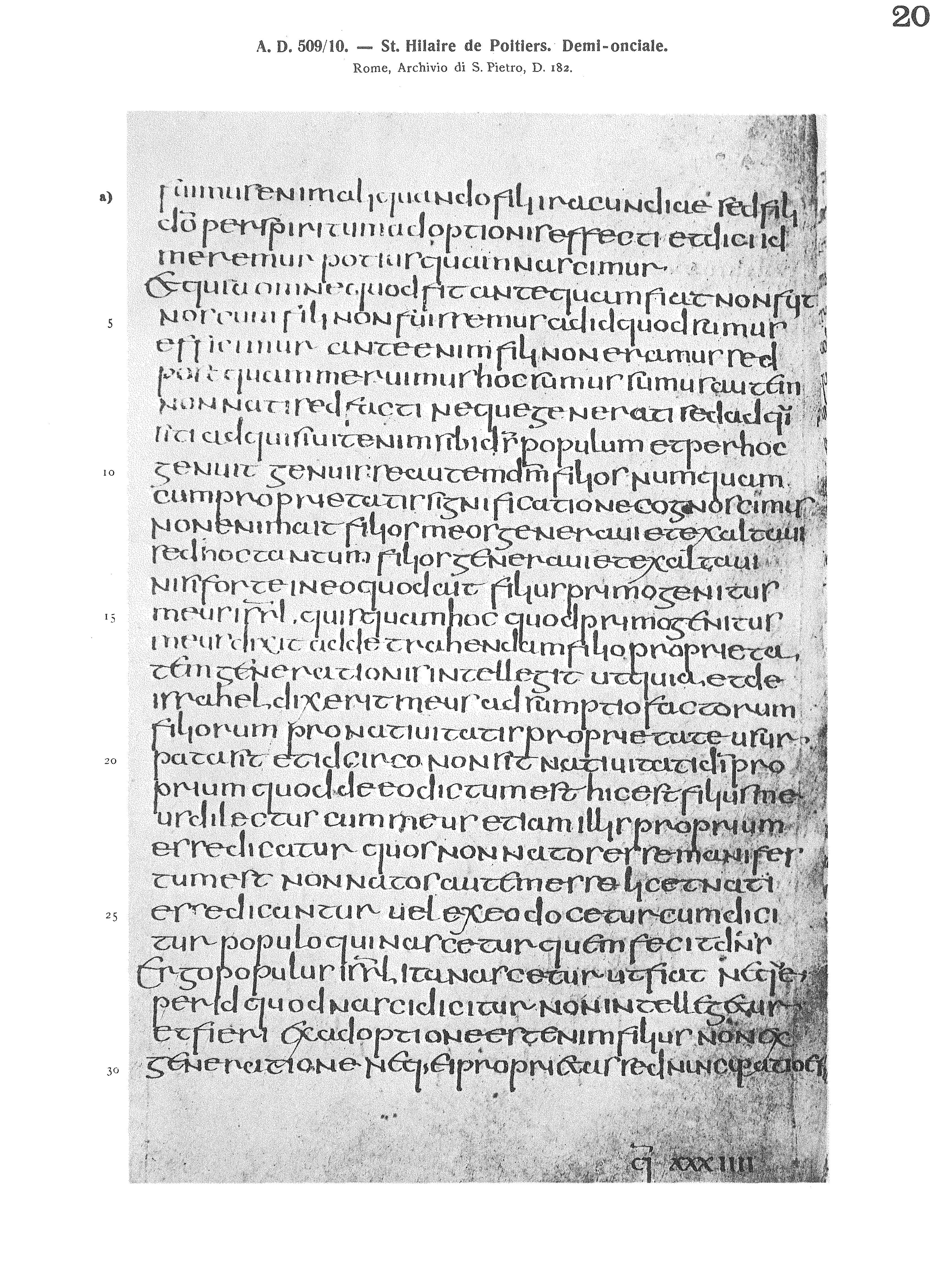
Seite aus dem Hilarius-Codex
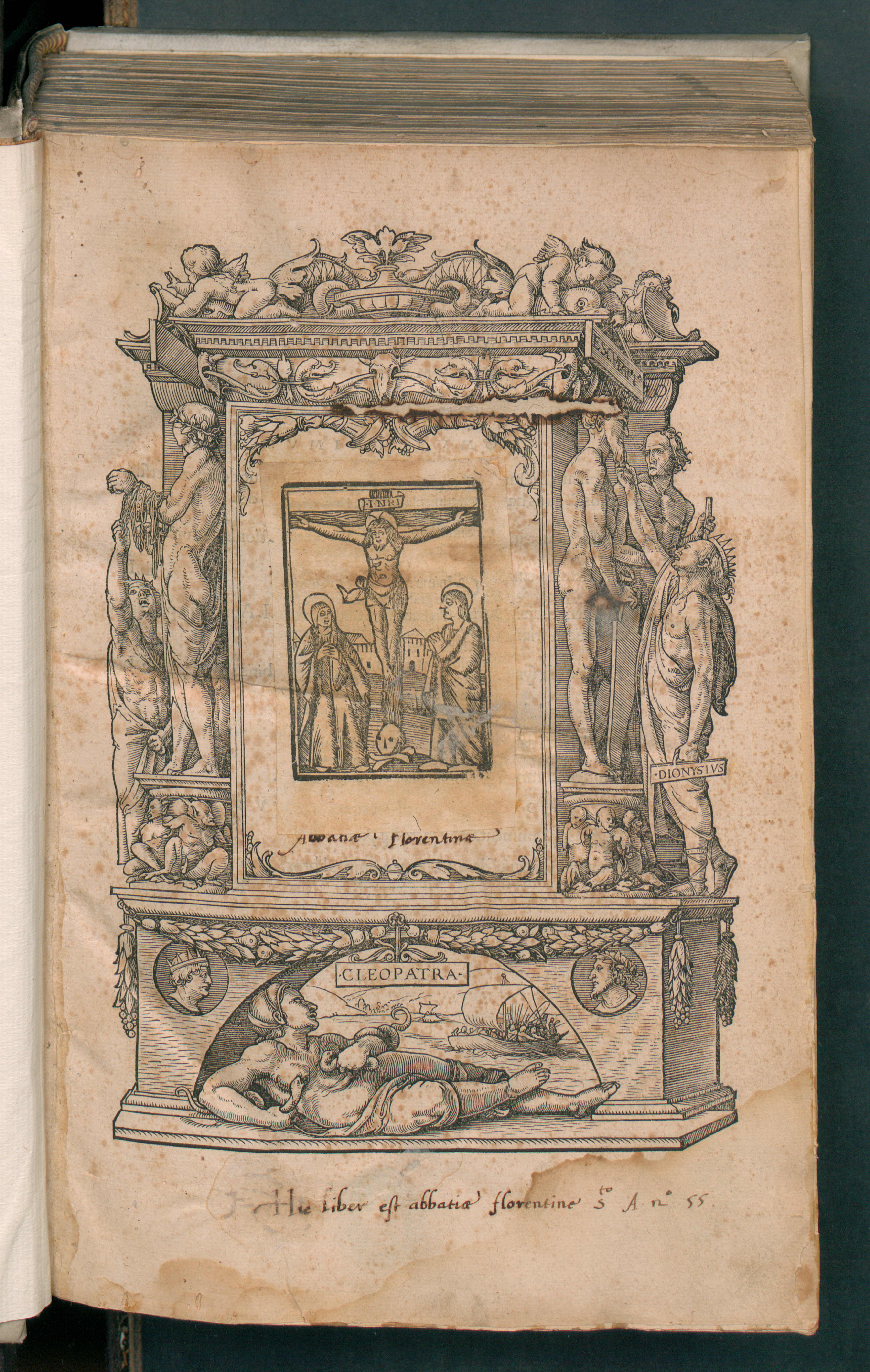
Lucubrationes, 1523

## Gedenktag
- Anglikanisch: 13. Januar[4]
- Evangelisch: 13. Januar im Evangelischen Namenkalender[5]
- Katholisch: 13. Januar (Nicht gebotener Gedenktag im Allgemeinen Römischen Kalender).
  - In Poitiers: Übertragung der Gebeine am 26. Juni
- Orthodox: 13. Januar

Der 13. Januar ist der Tag der Beisetzung von Hilarius.
1851 wurde er von Pius IX. zum Kirchenlehrer erklärt.
Hilarius gilt als Schutzpatron von Poitiers, La Rochelle und Luçon; der schwächlichen Kinder und gegen Schlangenbiss.
Er ist Namenspatron zahlreicher Kirchen.
Fasnächtliches bzw. fasnachtähnliches Brauchtum am 13. Januar findet sich verbreitet im schweizerischen Kanton Solothurn und in vier Gemeinden im Kanton Zürich, siehe Solothurn#Fasnacht und Hilari.